# 教皇領海軍
教皇領海軍(きょうこうりょうかいぐん、イタリア語:Marina Pontificia ラテン語:Classis Pontificiae）は、教皇領の海軍組織である。レオ4世の時代のオスティアの海戦(849)頃から1878年のレオ13世の死去の時に至るまで散発的に存在していた。

## 歴史
教皇領は元々東ローマ帝国海軍により保護されていたものの、843年のイスラム勢力によるローマ襲撃と846年のサン・パオロ・フオーリ・レ・ムーラ大聖堂略奪により、独自の海軍の保有の必要性を痛感した。849年のオスティアの海戦では、ナポリ公国の公シーザー・イル・バロローソの指揮の下、ナポリ、アマルフィ、ガエータ、そして教皇領の艦船が海賊を撃退した。
後に、教皇領は十字軍期に多くの船舶造船を援助した。また自らもいくつかの艦隊を設立した。コンスタンティノープルの陥落後、ヴェネツィアなどに助力し、オスマン帝国相手に戦った。トスカーナと聖ヨハネ騎士団からの傭兵や義援兵の艦隊と共に、教皇領海軍の１つの艦隊はレパントの海戦に参加した。また、教皇領海軍はヴェネツィアの対オスマン帝国戦争を援助した。
1715年、クレメンス11世はテヴェレ川、リパ・グランデのポルタ・ポルテセ門の近くに教皇領海軍工廠を建設した。また、1802年、ナポレオンがブリッグ2隻―やや老朽化したサン・ポールと新造のサン・ピエレ―をピウス7世に寄進した。サン・パウロとサン・ペトロの名で、チヴィタヴェッキアの教皇領海軍工廠に、後に解体されるまで停泊していた。
1819年に、教皇領の艦船は国際条約により保護されるようになったが、海軍はナポレオン戦争での船舶徴収から徐々にしか回復しなかった。艦船の一つが、1826年にムスリム海賊により拿捕されたが、ピエモンテ王国の、アルノウス指揮下のフリゲート2隻とスループ1隻による砲艦外交により、カラマンリー朝は船を10,600フランクの賠償金と共に返還した。
1823年には、教皇領海軍は12門スクーナーのサン・ピエトロとカッター、フェラッカ、ピンネースをそれぞれ一隻ずつ保有していた。臼砲で武装した哨戒艦12隻が、アドリア海に8隻とティレニア海に4隻の2つの艦隊で沿岸警備の任務を担っていた。アレッサンドロ・キアリディ中佐は、エジプトへの遠征を組織した。また英国製蒸気船3隻を、テヴェレ川航行用として導入した。4隻目の蒸気船ローマはオーストリアのアンコーナ包囲に抵抗し、1848年革命 (イタリア)に参加した。
1856年、海軍（Marina da Guerra）、財務省艦隊（Marina di Finanza）、テヴェレ川艦隊（Marina del Tevere）が教皇領海軍（Marina Pontificia）に統合された。
後に、レオ8世がピウス9世の外交方針からの脱却の一環として、就任一年目に最後の艦船コルベットイマコラータ・コンセヅィオーネを売却した。教皇がローマ占領によりバチカンに捕らえられていたことにより、この船はフランス、トゥーロンに停泊していた。現在、船に掲げられていた旗と船のスケールモデルがラテラノ宮殿のバチカン美術館に保存されている。

## 艦船
- レパントの海戦時:
  - カピターナ(Capitana)
  - パドローナ(Padrona)
  - サプレーマ(Suprema)
  - セレーナ(Serena)
  - パセ(Pace)
  - ヴィットーリア(Vittoria)
  - グリフォーナ(Grifona)
  - サンタ・マリア(Santa Maria)
  - サン・ギオヴァニ(San Giovanni)
  - レギーナ(Regina)
- セント・ボナベンチャー[5](San Bonaventura)
- サン・ピエルト(San Pierto)(スクーナー)
- サン・ピエトロ(San Pietro)(スクーナー、1807年に解体)
- ローマ(Roma)(蒸気船)
- イマコラータ・コンセヅィオーネ（イタリア語版）(Immacolata Concezione)(コルベット)